# Arabidopsis suecica
Arabidopsis suecica là một loài thực vật có hoa trong họ Cải. Loài này được (Fr.) Norrl. mô tả khoa học đầu tiên năm 1878.